# Super Collider
| 전문가 평가                   | 전문가 평가 |
| 총 점수                       | 총 점수     |
| 출처                          | 점수        |
| ----------------------------- | ----------- |
| 메타크리틱                    | 41/100      |
| 평가 점수                     |             |
| 출처                          | 점수        |
| AllMusic                      | [ 2 ]       |
| Blabbermouth.net              | 7.5/10      |
| Brave Words & Bloody Knuckles | 7.0/10      |
| Classic Rock                  | 8/10        |
| Exclaim!                      | 4/10        |
| Loudwire                      | [ 7 ]       |
| Metal Storm                   | 5.5/10      |
| PopMatters                    | 2/10        |
| Q                             | [ 10 ]      |
| Spin                          | 5/10        |

《Super Collider》는 미국의 헤비 메탈 밴드 메가데스의 열네 번째 스튜디오 음반이다. 이 음반은 2013년 6월 4일에 발매되었으며, 메가데스가 프론트맨 데이브 머스테인을 위해 만든 유니버설 레이블인 트레이드크래프트에서 발매한 첫 번째 음반이다. 미국에서는 베스트 바이 리테일러를 통해서만 특별판 음반을 판매했다. 이 음반에는 디스터브드의 보컬리스트 데이비드 드레이먼이 게스트로 참여했다. 발매 당시 《Super Collider》는 1997년 《Cryptic Writings》 이후 밴드가 전작과 동일한 라인업으로 음반을 발매한 것은 이번이 처음이다. 이 음반은 드러머 숀 드로버와 기타리스트 크리스 브로더릭이 2014년 11월에 탈퇴한 밴드의 마지막 음반이다.
이 음반은 비평가들로부터 엇갈린 평가를 받았으며, 2014년 8월, 기준으로 메타크리틱 등급은 41/100이다. 이 음반은 빌보드 200 차트에서 6위로 데뷔했으며, 2015년 12월, 기준으로 미국에서 86,000장 이상 판매되었다.

## 배경
2012년 7월 17일, 메가데스의 마스코트 빅 래틀헤드의 트위터 계정에서 올라온 트윗은 프론트맨 데이브 머스테인이 2011년 《Thirteen》의 후속 음반을 위한 가사를 쓰기 시작했음을 암시했다. 《NME》와의 인터뷰에서 머스테인은 밴드가 새로운 소재를 작업하고 있음을 확인하며 "어떤 것은 조금 더 어둡고, 어떤 것은 조금 더 빠르다"라고 언급했다.
나중에 머스테인은 밴드가 음반 작업을 시작할 준비를 하고 있다고 발표했고, 밴드가 이전 레이블인 로드러너 레코드에서 분리되었기 때문에 2013년 초에 새로운 레이블에서 잠정적으로 발매할 것을 제안했다. 밴드와 그 레이블의 이전 계약은 《Thirteen》 발매 후 만료된 세 장의 음반에 대해서만 이루어졌다.
10월 27일, 머스테인은 밴드가 2012년 11월, 첫째 주에 음반 추적을 시작하기 위해 스튜디오에 들어갈 계획이라고 밝혔다. 그 후, 밴드는 《Countdown to Extinction》 20주년 기념 투어를 위해 스튜디오를 떠날 계획이라고 밝혔다. 그러나 드러머 숀 드로버는 나중에 음반 녹음이 2013년 초에나 시작될 것이라고 제안했으며, 머스테인이 처음에 늦봄에 발매할 것이라고 예상했던 것보다는 그 해 여름에 음반이 발매될 가능성도 있다고 말했다. 드로버는 밴드가 자료를 작곡하고 음반에 어떤 리프를 사용할지 결정하는 과정에 있다고 말했다. 2012년 12월 24일, 머스테인은 세 곡의 신곡이 "추적되어 거의 완성되었다"고 발표했다. 이후 머스테인은 빅 래틀헤드 트위터 페이지를 통해 새 음반의 제목과 커버 아트를 선택했다고 발표했지만, 당시에는 두 곡 모두 공개되지 않았다. 《Thirteen》과 마찬가지로 음반 작업은 캘리포니아주 샌마코스에 있는 밴드 자체 스튜디오인 "빅스 개러지"에서 이루어졌다.
2013년 1월부터 밴드의 공식 유튜브 채널에 여러 개의 짧은 동영상 클립이 업로드되어 밴드 멤버들이 스튜디오에서 새로운 자료를 작업하는 모습을 보여주었다. 그 달 말, 머스테인은 밴드가 레이블에 제공할 계획이었던 13곡 중 11곡의 녹음을 마쳤다고 발표했다. 또한 밴드가 새로운 레이블을 결정하고 계약을 체결했음을 확인했다. 나중에 이 레이블은 머스테인을 위해 설립된 유니버설 레이블인 트레이드크래프트의 것으로 밝혀졌다. 며칠 후인 2월 1일, 머스테인은 믹싱이 시작되었다고 발표했다.
2013년 2월 12일, 음반 제목이 《Super Collider》로 공개되었다. 약 2주 후, 머스테인은 인터뷰에서 여러 곡의 제목을 발표하며 그 과정에서 몇 곡에 대해 논의했다. 머스테인은 또한 총 14곡의 곡을 작업 중이라고 밝혔다. 음반 녹음은 3월 중순에 완료되었다.
2013년 4월 10일, 밴드 웹사이트에 〈Don't Turn Your Back〉이라는 제목의 신곡이 스트리밍을 위해 게시되었고, 음반의 커버 아트가 공개되었다. 그 달 말, 〈Dance in the Rain〉에 데이비드 드레이먼이 게스트 보컬로 참여할 것이라고 발표되었다. 타이틀곡은 음반의 리드 싱글로 발매되었고, 〈Kingmaker〉는 5월에 스트리밍을 위해 발매되었다.
《Super Collider》는 국내에서 여러 버전으로 출시되었다. CD에는 스탠다드 에디션과 베스트 바이 독점 에디션 두 가지 버전이 있으며, 3D 커버 아트와 함께 보너스 트랙 세 개가 포함되어 있다. 또한 스탠다드 바이닐 에디션과 한정판 바이닐 에디션도 출시되었다.

## 커버 아트
커버 아트는 CERN의 대형 강입자 충돌기를 기반으로 한 입자 물리학 실험인 컴팩트 뮤온 솔레노이드의 실리콘 트래커의 내부 배럴 사진을 수정한 것이다. 물체의 중앙에서 빅 래틀헤드의 매우 희미한 반사를 볼 수 있다. 스페셜 에디션에는 3D 커버가 포함되어 있다.

## 곡 목록
모든 곡들은 특별한 언급이 없는 한 데이브 머스테인에 의해 작사/작곡하였다.
| #   | 제목                                            | 작사·작곡                            | 재생 시간 |
| --- | ----------------------------------------------- | ------------------------------------ | --------- |
| 1.  | 〈Kingmaker〉                                   | 머스테인, 데이비드 엘렙슨            | 4:16      |
| 2.  | 〈Super Collider〉                              |                                      | 4:11      |
| 3.  | 〈Burn!〉                                       |                                      | 4:11      |
| 4.  | 〈Built for War〉                               | 머스테인, 크리스 브로더릭, 숀 드로버 | 3:57      |
| 5.  | 〈Off the Edge〉                                |                                      | 4:11      |
| 6.  | 〈Dance in the Rain〉 (Feat. 데이비드 드레이먼) |                                      | 4:45      |
| 7.  | 〈Beginning of Sorrow〉                         | 머스테인, 엘렙슨, 브로더릭           | 3:51      |
| 8.  | 〈The Blackest Crow〉                           |                                      | 4:27      |
| 9.  | 〈Forget to Remember〉                          |                                      | 4:28      |
| 10. | 〈Don't Turn Your Back...〉                     |                                      | 3:47      |
| 11. | 〈Cold Sweat〉 (씬 리지 커버)                   | 필 라이넛, 존 사이크스               | 3:10      |